# Vriesea oleosa
Vriesea oleosa är en gräsväxtart som beskrevs av Elton Martinez Carvalho Leme. Vriesea oleosa ingår i släktet Vriesea och familjen Bromeliaceae. Inga underarter finns listade i Catalogue of Life.